# 本渓湖駅
本渓湖駅（ほんけいこえき）は中華人民共和国遼寧省本渓市渓湖区にある、中国鉄路総公司（CR）瀋丹線の駅。1905年に開業。瀋陽駅から79km、丹東駅から191kmの位置にある。瀋陽鉄道局所属の二等駅に設定されている。

## 駅周辺
- 渓湖区人民政府
- 渓湖区人民法院
- 渓湖站前郵政所
- 河東派出所
- 劉老根大舞台
- 誠忠山公園
- 本渓湖（中国語版）

## 隣の駅
中国国鉄
瀋丹線
火連寨駅 - 本渓湖駅 - 本渓駅